# 허니팁매거진
허니팁매거진(HoneyTip Magazine)은 대한민국의 웹 기반 정보 제공 사이트로,  정책, 복지, 통신, 생활경제 등의 분야에서 온라인 콘텐츠를 발행하고 있다.  2023년부터 운영을 시작하였으며, 생활에 밀접한 정보를 주제로 한 콘텐츠 큐레이션을 중심으로 활동하고 있다.

## 개요
이 사이트는 청년 정책, 각종 정부 지원 제도, 통신 요금 절감, 환급 서비스 등의 내용을 포함한 정보성 자료를 정리하여 제공한다.  대표적인 주제로는 청년내일저축계좌, 부모급여, SKT 유심 신청, 국세청 원클릭 환급 서비스 등이 있다.
정보 제공은 정기적 발행보다는 시의성 있는 주제를 중심으로 하며,  정책 변경이나 공공기관 발표를 기반으로 정리된 해설형 콘텐츠가 다수를 차지한다.

## 운영 정보
- **명칭**: 허니팁매거진 (HoneyTip Magazine)
- **설립 시기**: 2023년
- **형태**: 웹사이트 기반 정보 콘텐츠 제공
- **언어**: 한국어
- **사이트**: honeytipmagazine.com
- **운영 상태**: 운영 중